# Павел Кабалист
Павел Кабалист (род. 1988) — популярный русскоязычный эзотерик, нумиролог, чьи лекции собирают широкую аудиторию. Каббалист, эзотерик, таролог, маг и автор книг, известный своими публикациями в социальных сетях на темы карт Таро, магических ритуалов и анализа прошлых воплощений.

### Биография
Точное место рождения Павла Кабалиста не раскрывается. По его словам, с 16 лет он обучался у каббалистов по индивидуальной программе. Активную деятельность в социальных сетях начал в конце 2023 года, быстро набрав аудиторию благодаря контенту, связанному с эзотерикой.
В 2024 году, согласно данным TikTok, его видео собрали более 100 миллионов просмотров, что сделало его одним из самых популярных русскоязычных блогеров в нише эзотерики. Основная аудитория — русскоязычные жители Европы и США и стран бывшего СССР.
Кабалист утверждает, что в возрасте 33 лет пережил автомобильную аварию, после которой его «способности» усилились.

### Деятельность
Павел Кабалист ведёт блоги в TikTok и YouTube под ником Pavel Kabalist, где рассказывает о:
- гадании на картах Таро,
- магических ритуалах (очищение, защита, привлечение благополучия),
- восковых отливках (метод диагностики негативных воздействий),
- нумирология (анализ прошлых воплощений).

В 2024 году на платформе Литрес вышла его книга «Я творец своей судьбы и своей жизни», посвящённая эзотерическим практикам и самопознанию.

### Критика
Деятельность Кабалиста относится к области парапсихологии и эзотерики, которая не признаётся научным сообществом. Критики считают его методы псевдонаучными, тогда как сторонники отмечают субъективную эффективность его практик.
1. ↑  Pavel_Kabalist. YouTube. Дата обращения: 18 августа 2025.
2. ↑  Pavel_Kabalist. YouTube. Дата обращения: 18 августа 2025.
3. ↑  Pavel_Kabalist. YouTube. Дата обращения: 18 августа 2025.
4. ↑  Pavel_Kabalist. YouTube. Дата обращения: 18 августа 2025.
5. ↑  Pavel_Kabalist. YouTube. Дата обращения: 18 августа 2025.
6. ↑  Pavel_Kabalist. YouTube. Дата обращения: 18 августа 2025.
7. ↑  Pavel_Kabalist. YouTube. Дата обращения: 18 августа 2025.